# رودريغو خوسيه بيريرا
رودريغو خوسيه بيريرا (11 يناير 1988 بساو باولو في البرازيل - ) هو لاعب كرة قدم برازيلي في مركز الوسط. لعب مع بوتافوغو ريغاتاس ونادي بوافيشتا ونادي سيارا وLuverdense Esporte Clube ‏ ونادي غريميو بارويري وEsporte Clube São José ‏ وSport Club Barueri ‏.